# Gliese 146
Gliese 146 is een oranje dwerg met een spectraalklasse van K6.V. De ster bevindt zich 44,36 lichtjaar van de zon.